# 週刊!健康カレンダー カラダのキモチ
『週刊!健康カレンダー カラダのキモチ』（しゅうかんけんこうカレンダー カラダのキモチ）は、2006年4月16日から2012年3月25日まで、中部日本放送の製作により、TBS系列で毎週日曜日 7:00 - 7:30（JST）に放送された健康に関する情報番組。2008年4月放送分からハイビジョン制作。

## 概要
“日本を元気にする”健康情報を届け、日常生活の中から少しずつ健康的な毎日にしようとのコンセプトの元、主に中高年のための健康情報を伝える番組として放送された。
また、本番組はテルモの一社提供番組 であり、2006年春までTBSや毎日放送など一部のJNN基幹局で放送されていた同社提供の企画ネット番組『健康天気予報』を番組の1コーナーとして内包した番組構成となった。
2006年春までCBC制作枠は土曜朝7時30分枠で放送されていたが、毎日放送制作枠であった日曜朝7時枠と枠交換し、本番組が開始された。したがって、CBC制作枠としての前番組は『ウルトラマンマックス』である。
「健康天気予報」コーナーは生放送を行ったため、CBC製作の全国ネット番組において、2010年10月以降では唯一の生放送番組 となった。

### 健康天気予報コーナーについて
- 2009年3月までは、『健康天気予報』部分のみ芝公園の東京タワー（以前は六本木・アークヒルズ）周辺から生中継を行った。本番組の収録スタジオが東京タワースタジオ（以前はアークヒルズ内にあるテイクスタジオ）で、本編の収録が同日午後に行われている。また『健康天気予報』を担当する根本美緒は『みのもんたの朝ズバッ!』を休んだ週の前後とも同コーナーには出演していた。
- 2007年10月から2009年3月までは、根本はニッポン放送で9時から放送されている『三宅裕司のサンデーハッピーパラダイス』に出演していたため、『健康天気予報』本番終了後、港区芝公園から千代田区有楽町のニッポン放送へ向かい、ラジオ終了後三宅と共に東京タワースタジオに戻っていた。
- 本番組の『健康天気予報』コーナー以外は事前に録画収録での放送となったが、根本は『健康天気予報』のため屋外に出ているという設定のため本番組のエンディングには出演していない。ただし年始の1時間スペシャルでは番組エンディングにも出演した。
- 2009年4月からは、優木まおみが番組アシスタントを降板した関係で根本は『健康天気予報』を担当しなくなり、CBCのアナウンサーによるナレーションに変更された。これに伴い東京のスタジオからの送出もやめ、CBC本社からの送出になった。各種予報の合間に名古屋駅（JRセントラルタワーズ、ミッドランドスクエアなど）方面の当日の生中継映像が挿入されている。同年8月からはCBC本社Bスタジオ（『えなりかずき!そらナビ』のセット）から生放送し、CBC制作の東海ローカル情報番組『晴れ・どきドキ晴れ』でお天気キャスターを務めていた久保順子が担当。また、コーナー内で使用する映像は東京都千代田区九段下にある「千代田会館」（CBC東京支社も入居するビル）屋上に設置された無人カメラ（この番組用に新規設置、16:9標準画質）からの映像や、支社が立地している周辺のものが多く使われるようになっている。
- 2010年4月からは、担当がCBCアナウンサーの夏目みな美に変更された。
- 番組放送開始当初は予報画面に番組がネットされていない秋田の予報が表示されていたが、のちに青森に変更されていた。
- 2011年3月から5月まで東日本大震災に関連した「被災地で注意が必要な健康情報」が放送された。

### 番組全体について
- 全国ネット番組にもかかわらず、番組開始当初はスタッフロール最後の「製作著作 中部日本放送」の末尾にジ〜ンが表記されていなかったが、2007年4月以降は表記されるようになった。さらに、2011年4月からは「CBC（ジ〜ン）」に表記が改められた。
- JR名古屋駅のコンコースにはCBCの各番組の広告が時間置きに切り替わる電子ポスターがあるが、同番組の広告もその中に含まれている。
- レギュラー陣関係者では、根本美緒の所属事務所三桂の代表で『どっちの料理ショー』（読売テレビ・日本テレビ系）で三宅と司会を務めていた関口宏がゲスト出演したことがある。

### 三宅の休養、そして番組の終了
- 2011年9月11日放送分から、司会の三宅が病気のため当面の間休養することにより、三宅の所属事務所アミューズの後輩（三宅主宰の「劇団スーパーエキセントリックシアター」元座員）である俳優の寺脇康文が三宅の代理司会として出演していた。その後三宅は2012年1月8日の放送から復帰したが、同年3月25日の放送を最後に6年間続いた番組自体が終了となった[3]。根本は自身の公式ブログの中で、番組終了の理由のひとつとして「スポンサーのテルモが降板したため」と説明している[4]。同時に、単独のミニ番組として始まった「健康天気予報」も終了することになった。
- 翌週4月1日から開始した後番組『健康カプセル!ゲンキの時間』には三宅が引き続き出演するが、番組スポンサー[5] や一部出演者が交代した。

## 出演
以下、番組終了時点
- 三宅裕司（司会）

2011年後半から年末までリハビリのため休養。2012年1月8日放送分より復帰。
- 根本美緒（アシスタント）

2010年9月12日放送分から産休、10月24日放送分で復帰。

### プレゼンター
優木が降板した2009年4月以降、以下のタレントが週替わりで健康に関するテーマを紹介。
- 深沢邦之（Take2）

2010年9月12日放送分、9月26日、10月10日、10月17日放送分で、根本の代理でアシスタントを担当。
- パックンマックン
- 六車奈々

2010年9月19日放送分で、根本の代理でアシスタントを担当。
- 石井正則（アリtoキリギリス、2011年4月24日 - ）
- ふかわりょう（2011年5月15日 - ）
- ナイツ（2011年6月26日 - ）
- TKO（2011年10月16日 - 、コンビで出演したのは11月6日から、木本のみは、2011年10月16日、12月25日、2012年1月8日、木下のみは、2012年2月5日）
- 敦士（2011年12月11日 - ）
- くわばたりえ（クワバタオハラ、2011年12月25日 - ）

### 健康天気予報ナビゲーター
- 夏目みな美（CBCアナウンサー）（2010年4月4日 - 2012年3月25日）

### 歴代の出演者
- 優木まおみ（アシスタント/2006年4月2日 - 2009年3月29日）
- 久保順子（健康天気予報/2009年8月 - 2010年3月28日）
- 寺脇康文（代行司会/2011年9月11日 - 12月25日）
休養中の三宅の代理で司会を担当。
- カラダのキモチ調査隊
  - 阿部まりな（2008年4月20日 - ）
  - 坂田裕美（2008年4月27日 - ）
  - 中川倫子（2008年5月4日 - ）
  - 竹中三佳（2008年5月11日 - ）
  - 井口玲音（2008年6月8日 - ）
  - 鮎河ナオミ（2008年7月13日 - ）
- プレゼンター
  - 金子昇
  - 半田健人
2010年10月3日放送分では、根本の代理でアシスタントを担当。

## ナレーション
- 三村ロンド（2009年4月 - ）
- ふとがね金太（ - 2009年3月）
- 篠原さなえ（ - 2009年3月）
- CBCアナウンサー（『健康天気予報』/2009年4月5日 - 2009年7月26日）
  - 夏目みな美
  - 加藤由香

## スタッフ
- 監修：新井基洋（医学博士）
- 構成：松田敬三、間マサムネ、岩佐真吾
- リサーチ：菅将仁、大橋玲子
- TD：廣瀬義幸
- CAM：山口崇
- LD：江口義信
- VE：時見正和
- ロケCAM：橋本俊玲、篠崎順一
- ロケVE：小倉正巳、武田圭介
- 美術プロデュース：小野寺一幸
- 美術デザイン：道勧英樹
- 美術進行：中里昭博
- CG制作：ぴーたん
- EED：掛川高志
- MA：中尾和博
- 音響効果：林正貴
- TK：北爪美和、小杉佳代
- 番宣：大羽秀樹（CBC東京支社）
- WEB：湯澤巧（CBC）
- FD：古賀将之
- AD：関戸南津美
- ディレクター：〔※週替り〕鳥越一夫、熊田明弘、田村容子
- チーフディレクター：島田朋恵
- プロデューサー：今泉昌也（CBC）、元木伸一
- 技術協力：テイクシステムズ、ヒートワン、ゼファー、共同テレビジョン、麻布プラザ
- 美術協力：アートフォー
- 企画協力：電通
- 制作協力：JUMP
- 製作著作：中部日本放送

### 過去のスタッフ
- プロデューサー：下苧坪洋彦
- チーフディレクター：原慎弥（CBC）、古原幸一
- AD：小木曽由衣、梶原麻子
- FD：小野嘉良子
- 構成：むらこし豪昭、板橋めぐみ
- ブレーン：関秀章
- リサーチ：大橋玲子
- 番宣：重松和世・小樹津朋子（CBC）
- TD：外川真一
- CAM：時田将光
- VE：西澤康永
- CG：アリモトタカシ、映式
- EED：横山良一
- MA：佐々木美郷
- 音響効果：小田切暁
- 技術協力：ザ・チューブ
- ロケ地協力：セントマーガレット病院

## 備考

### 番組休止・変更
- 毎年4月上旬（4月第2金曜日 - 第2月曜日）に開催される「マスターズ・トーナメント」が放送される際は番組休止となるほか、後続番組の『がっちりマンデー!!』が拡大版になる時は休止となった（『がっちりマンデー!!』拡大版の翌週日曜日に本番組の拡大版が放送されたこともある）。
- 2011年3月13日は東日本大震災に伴うJNN報道特別番組体制のため、本番組は休止となった。